# 다우닝 가 박격포격

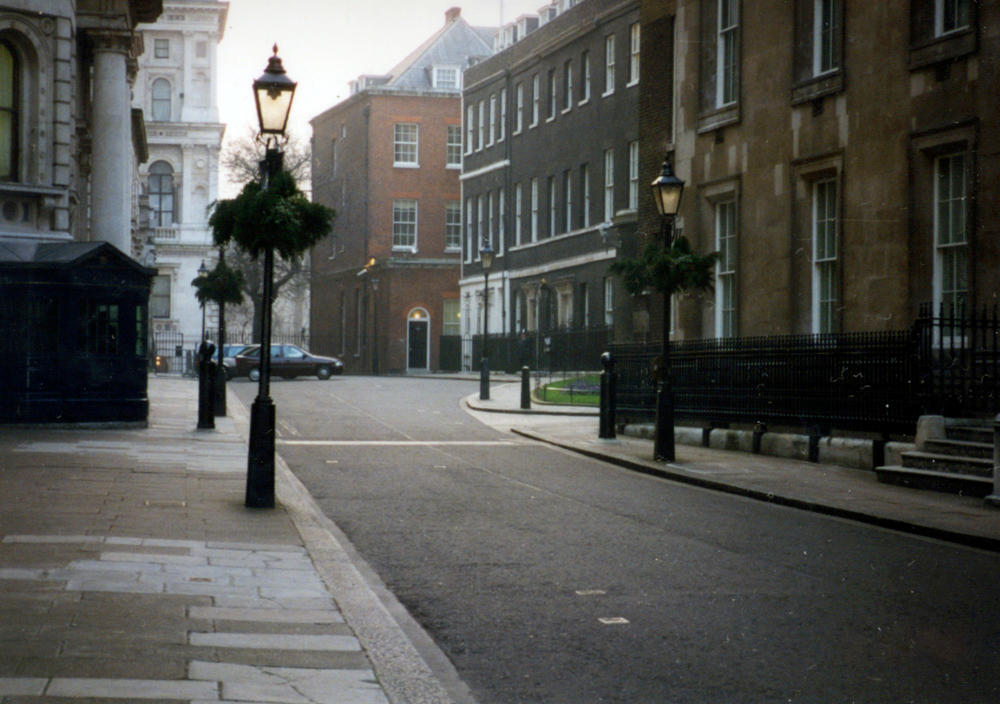
1996년 당시의 다우닝 거리

다우닝 가 박격포격(Downing Street mortar attack)은 1991년 2월 7일에 아일랜드 공화국군 임시파(PIRA)가 런던 다우닝 가 10번지, 즉 영국 총리대신 공관에 박격포를 발사한 사건이다. PIRA는 총리대신 존 메이저 및 걸프 전쟁 논의를 위해 공관에 모인 전쟁내각을 날려버리려고 계획했으며, 본래 계획에서 표적은 메이저의 전임자인 마거릿 대처였다.
박격포탄 두 발은 불발하였고, 한 발이 뒷마당에 떨어져 폭발했다. 내각 각료들 중 사상자는 없었으며, 경찰관 두 명을 포함해 네 명이 경상을 입었다.